# Compagnia dei Laudesi

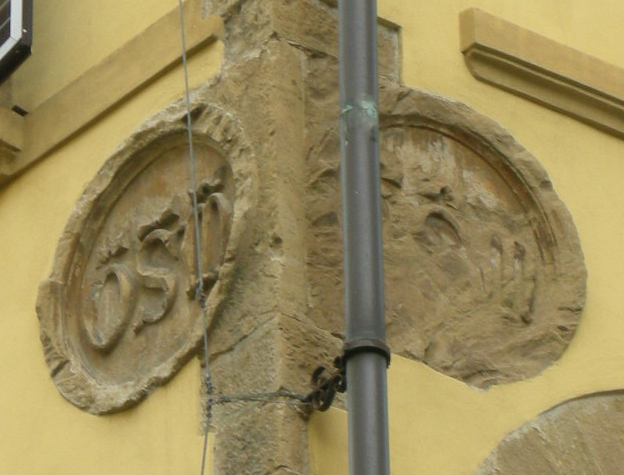
Lo stemma dei Laudesi

La Compagnia dei Laudesi o di Or San Michele o, per esteso, della Beata Vergine pura Madonna Santa Maria di San Michele in Orto, era una confraternita di Firenze.

## Storia

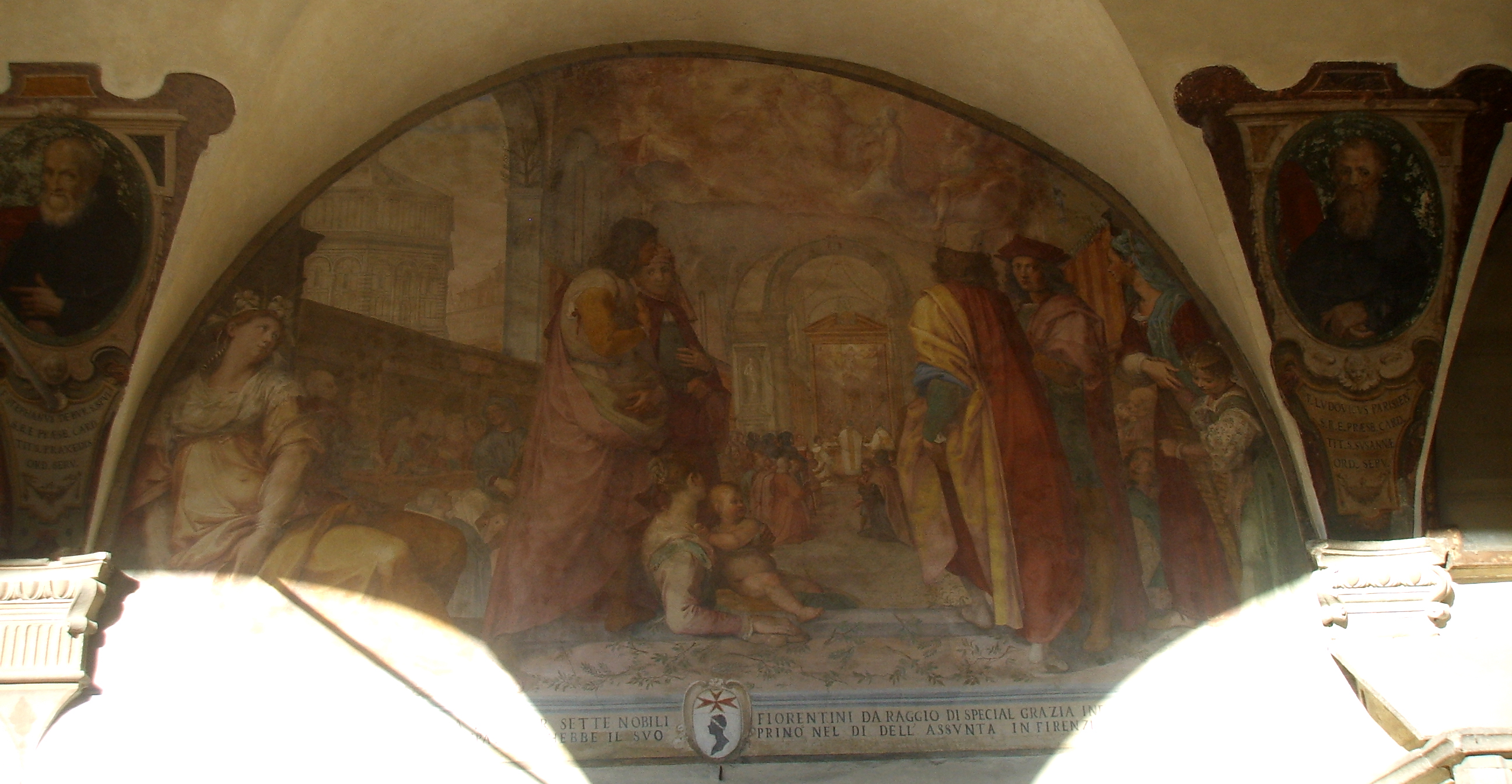
Bernardino Poccetti, Nascita del nuovo ordine della Compagnia dei Laudesi, lunetta del Chiostro Grande della Santissima Annunziata (Firenze)

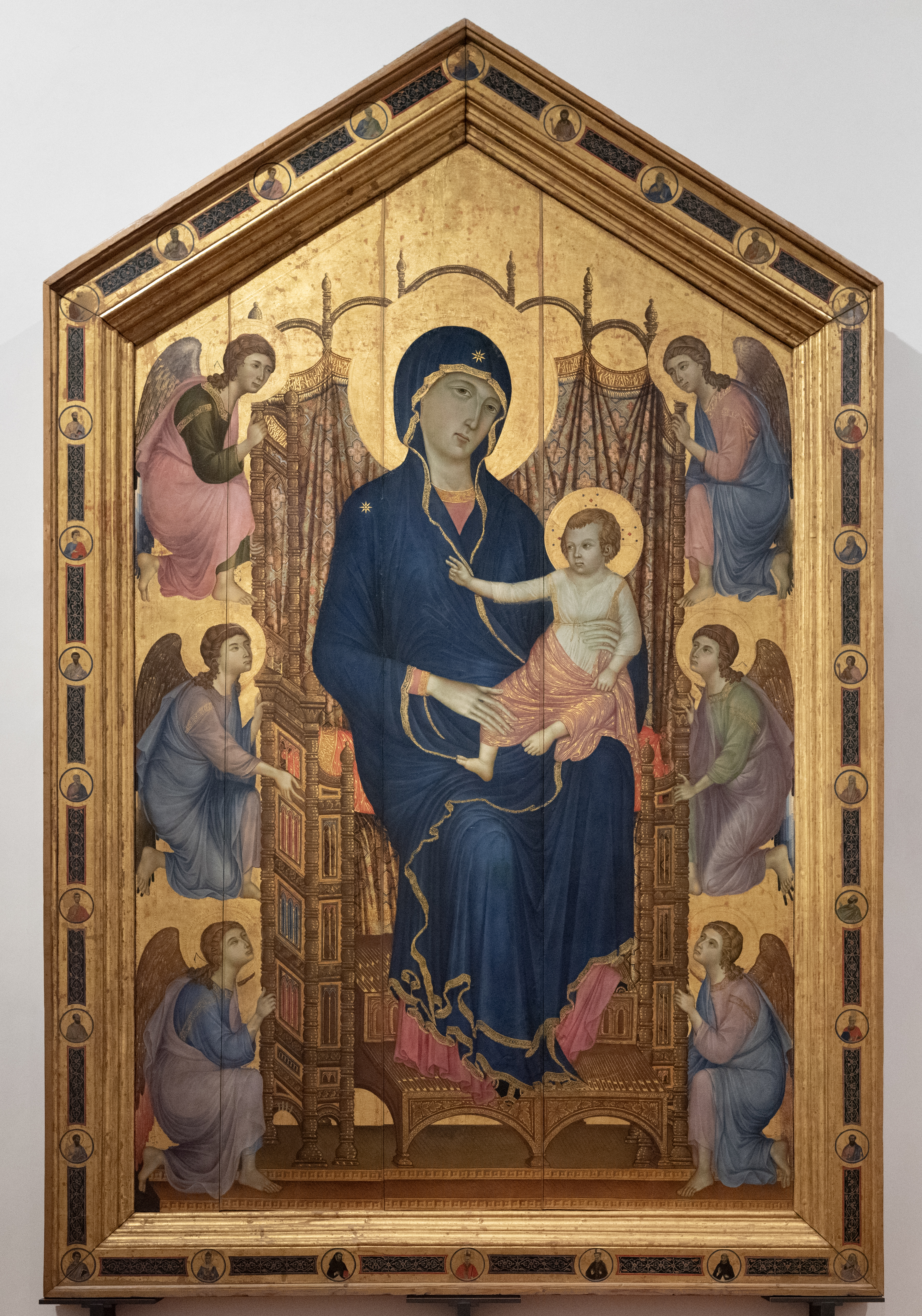
La Maestà dei Laudesi di Duccio di Buoninsegna

La Compagnia, secondo la testimonianza del 1304 del cardinale Niccolò da Prato, sarebbe stata fondata nel 1244-1245 da san Pietro martire in occasione del suo soggiorno fiorentino.
Il 10 agosto 1291 si ha un documento che comprova la sua esistenza e la sua dedizione originaria al canto di lodi alla Madonna, da cui il nome di Laudesi, accompagnate da varie pratiche religiose. Si trattava quindi di una confraternita di Devozione, che raccoglieva tutti coloro che erano attratti da una stessa forma di pietà e che consentiva una partecipazione più diretta dei laici alla liturgia.
La compagnia si formò spontaneamente (e non su iniziativa di religiosi che officiavano una chiesa) in seguito alla crescente venerazione delle immagini sacre dipinte sui pilastri della loggia del Grano fiorentina, la futura chiesa di Orsanmichele, tra le quali spiccavano una Madonna col Bambino (attribuita da Vasari a Ugolino da Siena) e un San Michele. La prima pratica devozionale sul luogo, dove per altro era esistita una chiesetta e un piccolo monastero dall'VIII al XIII secolo, è ricordata al 1292, quando la sera, dopo la chiusura del mercato, alcuni devoti si riunirono a cantare le laudi all'immagine mariana, che a causa dei suoi poteri prodigiosi era detta Madonna delle Grazie.
I miracoli dell'effigie sono ricordati dai poeti Antonio Pucci, Guido Cavalcanti e Guido Orlandi e dal cronista fiorentino Giovanni Villani.
La compagnia, sebbene godesse di una vasta stima popolare, venne messa in cattiva luce sia dai francescani di Santa Croce che dai domenicani di Santa Maria Novella, che l'accusavano di idolatria, poiché le sue riunioni si svolgevano in un luogo profano, dedito al commercio. Il riconoscimento ufficiale avvenne solo tre anni dopo la sua fondazione, nel 1294, dal vescovo Andrea de' Mozzi.
Nel 1304 bruciò l'edificio e anche la venerata immagine, ma si iniziò presto la riedificazione, che procedette tra pause e riprese fino al 1404. In quell'occasione si tamponò la loggia e si procedette a creare una vera e propria chiesa al pian terreno (la chiesa di Orsanmichele), per la quale Bernardo Daddi aveva dipinto una nuova figura sacra nel 1347.
Le riunioni principali della confraternita avvenivano alla vigilia delle principali festività: l'Immacolata, l'Annunciazione, la Purificazione, l'Assunzione, Natale, Pasqua, Ascensione, Pentecoste e le feste di San Michele, di San Giovanni Battista, di Santa Reparata, di San Lorenzo e di Ognissanti. Dall'inizio del Trecento si iniziò a radunarsi anche tutte le domeniche, per assistere a un sermone e discutere delle faccende della Compagnia.
La compagnia ebbe un rapporto privilegiato col Comune, che la riconobbe legalmente nel 1318, cosicché essa potesse ottenere senza problemi legali i numerosi lasciti e le eredità dei defunti che ne avevano fatto richiesta. Nel 1348, durante la peste nera, la Compagnia ottenne due privilegi straordinari: quello di riconoscere come validi tutti i testamenti a suo favore (rispetto all'eventuale impugnatura da parte degli altri eredi), che gli valsero immediatamente la stratosferica cifra di 350.000 fiorini d'oro, e quello di una larga libertà d'azione in campo giuridico. Questi privilegio però preludevano all'assorbimento della Compagnia da parte del Comune: infatti lo stesso anno essa fu obbligata a cedere a equo prezzo gran parte dei suoi beni alla Repubblica. Dal 1349 poi l'elezione dei Capitani fu affidata al Consiglio comunale e dal 1352 l'elezione iniziò a svolgersi per estrazione a sorte. Lo stesso anno la compagnia diventava responsabile della cura e abbellimento della chiesa di Orsanmichele, funzione fino ad allora svolta dall'Arte della Seta. Nel 1348 la Compagnia aveva commissionato all'Orcagna il famoso tabernacolo marmoreo per la chiesa.
A sottolineare l'integrazione nella compagine pubblica, dal 1388 tutti i suonatori di pifferi e viole del Comune dovevano partecipare ogni sabato a suonare le laudi in Orsanmichele.
Nei secoli successivi la compagnia si divise in più frazioni, ciascuna dedicata a un particolare luogo di culto e si diffuse anche in altre città. Tra le sedi fiorentine quella di Santo Spirito, possedeva dal 1503 un ospedale in via Romana.
Già dalla metà del Trecento la Compagnia entrò in decadenza, finché venne definitivamente soppressa in epoca leopoldina dal Consiglio di Reggenza, su proposta del senatore Giulio Rucellai, nel 1752. Il suo patrimonio passò all'Ospedale di Santa Maria Nuova.

## Organizzazione
La compagnia crebbe rapidamente e iniziò tutta una serie di azioni di carità in aiuto dei poveri e dei bisognosi. Essa era guidata dai Capitani, che nel tempo furono sei, poi quattro, poi otto, che stavano in carica quattro mesi, con un Preposto, scelto a turno tra di loro, che li presiedeva. Essenzialmente essi si occupavano di gestire le generose offerte che venivano fatte all'immagine sacra e di provvedere alle elargizioni ai cittadini più poveri.
Seguivano poi nell'organizzazione due consigli, uno permanente con dodici membri scelti tra i confratelli più autorevoli, e uno temporaneo, che si riuniva per fatti particolarmente gravi o importanti con un numero variabile di "sapienti" scelti dai Capitani.
Infine esistevano tre Camerlinghi, dei Sindaci o Procuratori (che curavano soprattutto le questioni coi debitori della Compagnia), dei Ragionieri e dei "Provveditori del bene e dell'utilita  de' poveri e della Compagnia", che controllavano tutti gli ufficiali, tranne i Capitani, ai quali riferivano.
Nel corso del XIV secolo si formò anche la figura del "Governatore delle laudi", che aveva il compito di curare i canti.

## Doveri

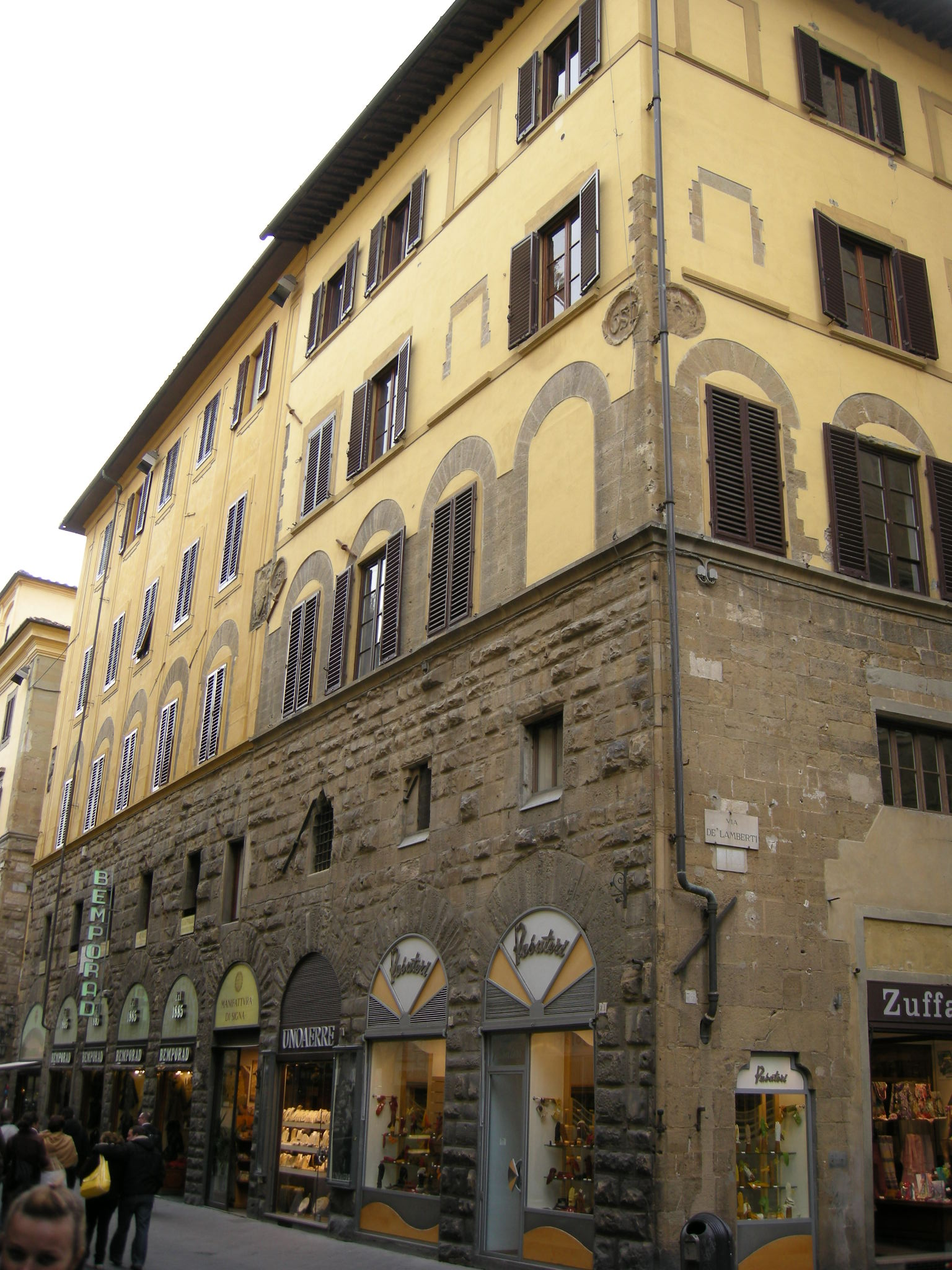
Il palazzo della Compagnia di Orsanmichele

Ogni confratello doveva iscriversi presso un notaio, indicando il "popolo" di residenza (cioè la parrocchia) o, per quelli del contado, della porta che usavano per entrare in città. Dovevano poi pagare due denari al mese, recitare cinque Pater noster e cinque Ave Maria al giorno, assistere a tutte le prediche domenicali e dei giorni di Quaresima nella piazza di San Michele in Orto e, soprattutto, partecipare ai canti di laudi in ogni festa della Vergine.

## Sede e stemma
La sede della Compagnia esiste ancora oggi e si trova davanti alla chiesa di Orsanmichele, in un palazzo gotico all'angolo tra via de' Calzaiuoli e via de' Lamberti, confinante con il palazzo dei Cavalcanti. Sul palazzo, caratterizzato dalle grandi arcate per fondaci al pian terreno, incorniciate dal bugnato, si vedono ancora oggi vari stemmi della compagnia.
Lo stemma era composto dalle lettere dorate OSM (Or San Michele) in campo azzurro.
Oltre al patronato su Orsanmichele, la compagnia aveva varie cappelle nelle chiese fiorentine. In Santa Maria Novella aveva una cappella dove si trovava la Madonna Rucellai di Duccio di Buoninsegna, per questo detta anche Madonna dei Laudesi.